# Onimusha Tactics
Onimusha Tactics è un videogioco di ruolo sviluppato e pubblicato da Capcom nel 2003 per Game Boy Advance. Appartenente alla serie Onimusha, nel 2015 il titolo per console portatile ha ricevuto una conversione per Wii U.

## Modalità di gioco
Il gameplay di Onimusha Tactics è stato paragonato a quello di altri strategici a turni quali Final Fantasy Tactics e Fire Emblem.